# BIG-GAME
Pour les articles homonymes, voir Big Game (homonymie).
BIG-GAME est une entreprise de design créé en 2004 par Elric Petit (BE), Grégoire Jeanmonod (CH) et Augustin Scott de Martinville (FR). Diplômés de l’École cantonale d'art de Lausanne et de La Cambre (Bruxelles), où ils ont tous étudié le design industriel.
BIG-GAME est maintenant basé exclusivement à Lausanne.
Lauréat du concours « Die Besten » en 2005 et des bourses fédérales suisses du design, leur travail est représenté à de nombreuses expositions.
Ils conçoivent des objets pour entre autres Karimoku (JP), Cinna, Moustache (Fr),Hay (Dk).
Leurs créations font partie des collections du Museum für Gestaltung Zürich (CH), du Musée du Grand-Hornu (BE), du Centre Georges Pompidou (FR) aussi bien que les Fonds d’Art national Contemporain (FR).
BIG-GAME travaille aussi avec des galeries de design prestigieuses comme Kreo à Paris pour créer des pièces plus exclusives.
Leur première exposition personnelle, Overview, en octobre 2008, fut installé dans le Musée du Grand-Hornu en Belgique.
Leur travail s’organise régulièrement par collection d’objet, comme « Heritage in Progress », « Plus is more » ou encore « Blur ».
En plus de leur travail de studio, les membres de BIG-GAME enseignent aussi le design à ECAL (Lausanne) et donnent des cours et des ateliers dans les écoles dans le monde entier.